# 大東市女子大生殺害事件
大東市女子大生殺害事件（だいとうし じょしだいせいさつがいじけん）とは、2021年（令和3年）4月28日に大阪府大東市のマンション3階で発生した殺人事件である。21歳の女子大生が殺害され、犯人の48歳の男は直後に自殺した。

## 概要
2021年4月28日、大阪府大東市のマンションにおいて、48歳の男が真上の部屋に侵入し、住人であった21歳の女子大生を殺害した。
男は、女性の部屋の玄関ドアの外側にドアストッパーを置き、被害者が逃げられないようにした上で、ベランダに梯子をかけて登り、ベランダの窓を割って侵入した。男は女性をバールで殴ったり包丁で刺したりし、120カ所以上の刺し傷や切り傷を負わせた。
女性の悲鳴を聞いた周辺住民が110番通報し、女性は病院に搬送されたが、後頭部の粉砕骨折と左太ももの動脈損傷により失血死した。室内は玄関周辺まで大量の血痕が付着していたという。
男は犯行直後に自分の部屋に放火し、一酸化炭素中毒で死亡した。

### 凶器
木製の棒（長さ約60cm）の先に包丁を固定した手製の槍のようなものや、バールが女子大生の部屋のベッドの上で発見された。
また、女子大生が逃げられないように、玄関ドアの外側にはドアストッパーが差し込まれ、接着剤で止められていた。

## 被害者への誹謗中傷
本事件が報道されると、女性が騒音を立てていたために殺害されたなどと被害者を誹謗中傷する書き込みがインターネット上に相次いだ。しかし、マンションの住人などへの警察の捜査では女性が騒音を立てていたとする実態は一切確認されなかった。
また、加害者の男が親族に対し、「上の階の住人に監視されている。玄関の前で誰かに見張られている。防犯カメラを設置しなければいけない」と話していたことや、約8年前に住んでいた別のマンションでも「隣人に見張られている」などと日記に記していたことが判明している。しかし、こちらについても女性が男を監視していたとする実態は確認されなかった。
こうしたことから警察は、犯人死亡により明確な動機は解明されなかったものの、被害者に落ち度はなく、男が一方的な被害妄想を抱き犯行に至ったとみている。